# 走高跳

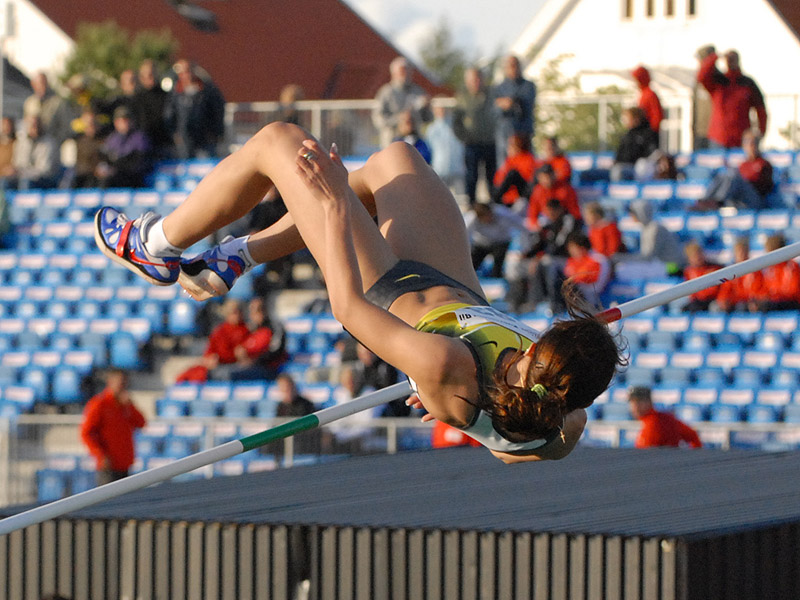
アテネオリンピック の金メダリスト、エレーナ・スレサレンコによる背面跳び

走高跳（はしりたかとび、走り高跳び、英語: high jump）は、陸上競技の跳躍競技に属する種目で、助走をつけて片足で踏み切り、飛び越えるバーの高さを競う競技である。近代陸上競技としては19世紀のイギリスで始まった。「はさみ跳び」「ベリーロール」「背面跳び」などの跳躍方法があり、現在では「背面跳び」が主流となっている。2024年現在の世界記録は、男子は1993年のハビエル・ソトマヨルによる2.45m、女子は2024年のヤロスラワ・マフチフによる2.10mである。

## ルール
シューズ
靴底のスパイクは長さ12㎜以内のものが11本まで取り付け可能で、靴底の厚さは20㎜以内のものが使用できる。
マーカー
助走の目安となるマーカー（目印）を2個まで置くことができる。
主催者側がマーカーを用意していない場合は、選手側が用意した粘着テープなどを使うことができるが、チョークやその類似品、消えないマーカーは使用できない。
試技時間
試技開始の合図があってから、競技者が4人以上の場合は1分以内、競技者が2-3人の場合は1分30秒以内、競技者が最後の1人の場合は3分以内、競技者が2人以上の場合で同一競技者が同一の高さを連続して試技を行う場合は2分以内に、試技を行わなければならない。
混成競技の場合は、競技者が4人以上の場合は1分以内、競技者が2-3人の場合は1分30秒以内、競技者が最後の1人の場合は2分以内、競技者が2人以上の場合で同一競技者が連続して試技を行う場合（高さが変わっても適用）は2分以内に、試技を行わなければならない。
試技
審判員より事前告知された高さのうち、競技者は任意の高さから開始してもよい。
跳躍は、片足で踏み切らなければならない。
跳躍中の動作により、バーが落下した場合は無効試技（失敗）となる。
バーを越えずに、バーの向こう側に触れたり身体の一部が出た場合は、無効試技（失敗）となる。ただし、跳躍になんら有利でないと審判が判断した場合は無効試技とはならない。
3回続けて失敗すると、次の跳躍をすることが出来ない。
ある高さを跳ばずにパスをして次の高さを試技することができる。
ある高さの1回目あるいは2回目を失敗した状態でパスをすることもできるが、次の高さは「3－(前の高さで失敗した回数)」回しか試技が行えない。
最後の1人の試技では、試技者の希望の高さを聞いてバーを上げる。
順位決定方法
複数の競技者で最後に超えた高さが同一の場合は、順位を以下のように決定する。
1. 最後に超えた高さの試技回数が最も少ない方。
2. 上記1が同一の場合、試技全体（最後に超えた高さおよびそれまでの高さまでを含めた試技数の全体）のうち、無効試技数の少ない方。

なおそれでも1位が決定しなかった場合は当事者どうしの決戦試技（ジャンプオフ）がおこなわれる。ただし、競技者は決戦試技を拒否することができ、この場合は同率1位となる。2位以下の場合は同順位となる。

## 跳躍方法

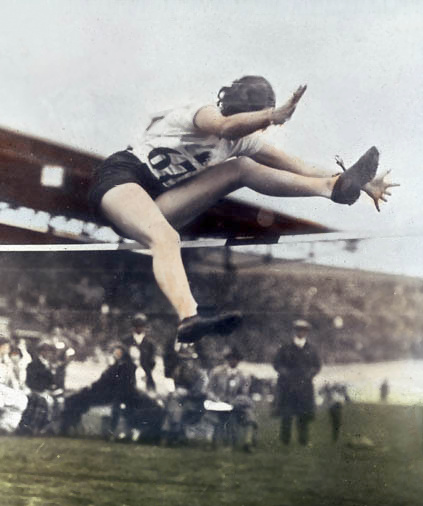
1928年アムステルダムオリンピックの金メダリスト、エセル・キャサーウッド によるはさみ跳び

はさみ跳び（英語：Scissors jump）

バーに近い脚→バーから遠い脚を交互に振り上げてバーを超す方法。
1874年頃にはすでに用いられており、 ウィリアム・バード・ページ（William Byrd Page）が1874年にバーから遠い脚をやや後方に配置する跳び方に改良した。
バー正面からの直線助走で行う「はさみ跳び」は日本においては「正面跳び」と呼ばれた。
イースタンカットオフ（英語：Eastern Cut-off）

バー正面から助走し、脚を交互に広げ、クリアランス時に体がバーと水平になる様に前屈方向に回転させることでお尻をより持ち上げる跳び方。19世紀後半にマイケル・スウィーニーが編み出した。日本では「正面跳び」と呼ばれた。
ウエスタンロール（英語：Western Roll）

斜めから助走し、バー側の脚で踏み切り、踏み切り脚を横向きの体の下側に引き寄せ、体は横回転してバーを越え、着地は脚から行う、といった跳び方。20世紀初頭にジョージ・ホーリンが開発したとされる。背が下向きとなるバリエーションは「ロールオーバー（Roll Over）」と呼ばれた。
ベリーロール（英語：Belly Roll、別名：ステラドル Straddle）

ウエスタンロールと同様に斜めに助走し、バーに近い脚で踏み切り、頭部から飛び込み、クリアランス時はバーを中心に腹ばいの状態で胴体を回転させバーを越す跳び方。1930年代にデビッド・アルブリットンが編み出したとされる。1950年代になるとソ連の指導者・選手により、クリアランス時に上体をバーの着地側下方に倒す方法に改良され、「ソ連式ベリーロール」「ダイブ・ストラドル」と呼ばれた。
背面跳び（英語：Fosbury Flop）

バーに向かって半円を描くように助走し、バーから遠い脚で踏み切ると同時にバーに背を向ける方向に回転し、頭部から飛び込み、体を反ってバーを越え、そのまま背中で着地する方法。ディック・フォスベリーが考案し、1968年メキシコシティーオリンピックで金メダルを獲得し、世に広まった。現在、最も使われている跳び方となっている。

## 歴史

### 近代陸上競技以前の高跳び
古代ギリシャの競技会では高跳び競技は行われていなかった様である。一方、「垂直方向への跳躍能力」を誇示したり競ったりする儀式・祭事・競技はアジア・アフリカの先住民族などの世界各地で確認されており、またケルトの人々のあいだでは一般的に行われていた様である。
18世紀のドイツでは子供向けの体育教育の一環として高跳びが用いられており、また1834年発行の『英国男性の身体訓練』には軍事訓練の一つとして紹介されている。この頃は「バー正面から助走を行い、膝を曲げて跳び、足から安全に着地する」といった跳び方で、高さを競うとともに跳躍姿勢の美しさも求められるものだった様である。

### 近代陸上競技としての走高跳の黎明
19世紀になるとイギリスの各学校で始まった陸上競技大会の一種目として走高跳が行われる様になり、1865年には「同一の高さの試技は3回まで」「両足踏み切り禁止」といった現在に繋がるルールが制定された。当時の競技環境は、走幅跳のようなバー正面からの直線の助走路で、着地場所は普通の地面や芝生で、着地の安全対策としてその上になめし皮やベッドマットを敷いたりする程度であった。助走路の制約や着地の安全性の観点より、当時の跳躍は「バー正面から助走し膝を折り畳んで跳ぶ」、「バー正面から助走するはさみ跳び（正面跳び）」、「正面を向いたままで走り幅跳びの様な跳び方」、「正面を向いたままでハードルを飛び越える様な跳び方」といった様々な方法が取られていた。1864年の第1回オックスフォード対ケンブリッジ大学対抗戦では1.66mの記録が残っている。その後、イギリスにおいては、1875年にはAAC選手権でマイケル・ジョージ・グレイズブルックが1.80mを、1880年にはキャリック・オン・シュア・スポーツでパトリック・ダヴァン（Patrick Davin）が1.90mの記録を残した。

### アメリカでの跳躍法の改良
走高跳がアメリカに伝わると、1868年には初の正式な競技会が開催された（記録は1.67m）。その後、着地地点を砂場にし着地の安全対策が進むと、クリアランス時に無理な態勢をとっても安全に着地できる様になり、1874年にはウィリアム・バード・ページ（William Byrd Page）が「はさみ跳び」を改良、また、マイケル・スウィーニーがさらに改良し「イースタンカットオフ」を編み出した。「イースタンカットオフ」は、バー正面から助走し、脚を交互に広げ、クリアランス時に体がバーと水平になる様に前屈方向に回転させることでお尻をより持ち上げる跳び方で、1880年代にはアメリカにおいて主流の跳び方となり、1895年にはマイケル・スウィーニーがこの跳び方で1.97mを記録した。「イースタンカットオフ」やその派生の跳び方は、1940年頃まで、速い助走を好む選手に用いられていた。
また、1896年アテネオリンピックでオリンピック競技に初めて採用され、アメリカのエラリー・クラークが1.81mで金メダルを獲得した。
20世紀に入ると、ジョージ・ホーリンが「斜めから助走し、バー側の脚で踏み切り、踏み切り脚を横向きの体の下側に引き寄せ、体は横回転してバーを越え、着地は脚から行う」といった新しい跳び方「ウエスタンロール」を開発した。「ウエスタンロール」に対しては「ダイビングの様であり走高跳の跳躍方法とはいえない」と異議が申し立てられ、「頭部は腰より高い位置に置き、両足から先にバーを越えること」との規則が追加されることになった。「ウエスタンロール」によって、1912年にはジョージ・ホーリンが2.00mを、1937年にはメル・ウォーカーが2.09mを記録した。「ウエスタンロール」は1936年ベルリンオリンピック頃までは主流の跳び方であった。

### ベリーロールの登場
1933年には「頭の位置は腰より高く」との規則が、また1936年には「頭や胴体よりも足が先にバーを越えなければならない」との規則がそれぞれ撤廃された。この時期にデビッド・アルブリットンが「ウエスタンロール」と同様に斜めに助走し、クリアランス時はバーを中心に腹ばいの状態で胴体を回転させバーを越す」といった新しい跳び方「ベリーロール」を編み出した、デビッド・アルブリットンはこの跳び方で1936年に2.07mを記録するなど、この当時の最も効率的な跳び方として、主流の跳躍方法となった。
「ベリーロール」で、1956年にはチャールズ・デュマが2.15m、翌1957年にはソ連のユーリー・ステパノフが2.16mを記録したほか、1960年にはほぼすべての競技者が「ベリーロール」を使用する様になっていた。1950年代から始まるソ連の指導者・選手による「ベリーロール」の技術改良により、1963年にはワレリー・ブルメルが228cmまで記録を伸ばした。
背面跳びの登場（1968年）後の1970年代も、ベリーロールを用いる選手と、背面跳びを用いる選手が混在し、互いに競っていたが、1978年にウラジミール・ヤシュチェンコが出した室内記録2.35m、屋外での記録2.34mが、「ベリーロール」での最後の世界記録となった。

### 背面跳びの登場
1960年代半ばには、着地用マットの整備が進むと、「曲線で助走し、背面を下側にバーを越え肩や背中で着地する」といった新しい跳躍方法「背面跳び」がディック・フォスベリーにより編み出された。1968年メキシコシティーオリンピックでディック・フォスベリーがこの跳び方で金メダルを獲得し（記録2.24m）、多くの選手がこの跳び方を採用するようになった。1970年代は「ベリーロール」と「背面跳び」は互いに競っていたが、1980年代以降は「背面跳び」が世界で最も使われている跳び方となっている。2021年現在の世界記録は、1993年にハビエル・ソトマヨルが「背面跳び」で出した2.45mである。

### 女子競技とパラリンピック
女子競技はアメリカにおいて1895年に初めて開催され、オリンピックでは1928年のアムステルダム大会より正式種目となった。ヨランダ・バラシュは「はさみ跳び」を使い、1958年1.78mを皮切りに1961年1.91mまで世界記録を更新し、1971年まで世界記録を保持した。「ベリーロール」では、1971年にイローナ・グーゼンバウアーが1.92mを記録、1977年にはローズマリー・アッカーマンは女子初の2.00mを記録した。1978年にサラ・シメオニが「背面跳び」で2.01mを記録、2024年にはヤロスラワ・マフチフが「背面跳び」で2.10mを記録、これが現在の女子世界記録となっている。
パラリンピックでは、男女とも1976年のトロント大会より実施されるようになった。

## 記録

### 世界記録の変遷
| 日付          | 記録   | 名前                                            | 国籍           | 跳躍方法など               |
| ------------- | ------ | ----------------------------------------------- | -------------- | -------------------------- |
| 1850年9月21日 | 1.675m | フランシス・テンプル（Francis Temple）          | イギリス       |                            |
| 1860年3月27日 | 1.70m  | ロバート・バートン（Robert Burton）             | イギリス       |                            |
| 1864年7月9日  | 1.705m | トーマス・ミッチェル（Thomas Mitchell）         | イギリス       |                            |
| 1866年3月5日  | 1.725m | ジョン・ルーペル（John Roupell）                | イギリス       |                            |
| 1866年3月23日 | 1.75m  | トーマス・リトル（Thomas Little）               | イギリス       |                            |
| 1866年3月23日 | 1.75m  | ジョン・ルーペル                                | イギリス       |                            |
| 1871年4月3日  | 1.765m | ロバート・ミッチェル（Robert Mitchell）         | イギリス       |                            |
| 1873年7月7日  | 1.785m | トーマス・ダヴィン（Thomas Davin）              | イギリス       |                            |
| 1874年3月30日 | 1.80m  | マーシャル・ブルックス                          | イギリス       |                            |
| 1876年3月17日 | 1.83m  | マーシャル・ブルックス                          | イギリス       | 「a feet first technique」 |
| 1876年4月7日  | 1.89m  | マーシャル・ブルックス                          | イギリス       |                            |
| 1880年7月5日  | 1.90m  | パトリック・ダヴァン（Patrick Davin）           | イギリス       |                            |
| 1887年8月15日 | 1.91m  | ウィリアム・バード・ページ（William Byrd Page） | アメリカ合衆国 |                            |
| 1887年10月7日 | 1.93m  | ウィリアム・バード・ページ（William Byrd Page） | アメリカ合衆国 |                            |
| 1892年10月8日 | 1.935m | マイケル・スウィーニー                          | アメリカ合衆国 | イースタンカットオフ       |
| 1895年8月19日 | 1.945m | ジェームズ・ライアン（James Ryan）              | イギリス       |                            |
| 1895年8月28日 | 1.955m | マイケル・スウィーニー                          | アメリカ合衆国 |                            |
| 1895年9月2日  | 1.965m | マイケル・スウィーニー                          | アメリカ合衆国 |                            |
| 1895年9月21日 | 1.97m  | マイケル・スウィーニー                          | アメリカ合衆国 | イースタンカットオフ       |
| 1912年3月29日 | 1.985m | ジョージ・ホーリン                              | アメリカ合衆国 | ウエスタン・ロール         |
| 1912年5月18日 | 2.00m  | ジョージ・ホーリン                              | アメリカ合衆国 | ウエスタン・ロール         |
| 1914年5月2日  | 2.01m  | エドワード・ビーソン                            | アメリカ合衆国 | ウエスタン・ロール         |
| 1924年5月27日 | 2.03m  | ハロルド・オズボーン                            | アメリカ合衆国 | ウエスタン・ロール         |
| 1933年5月13日 | 2.04m  | ウォルター・マーティ                            | アメリカ合衆国 | ウエスタン・ロール         |
| 1934年4月28日 | 2.06m  | ウォルター・マーティ                            | アメリカ合衆国 |                            |
| 1936年7月12日 | 2.07m  | コーネリアス・ジョンソン                        | アメリカ合衆国 | ウエスタン・ロール         |
| 1936年7月12日 | 2.07m  | デビッド・アルブリットン                        | アメリカ合衆国 | ベリーロール               |
| 1937年8月12日 | 2.09m  | メル・ウォーカー                                | アメリカ合衆国 | ウエスタン・ロール         |
| 1941年4月26日 | 2.10m  | レスター・スティアーズ                          | アメリカ合衆国 | ベリーロール               |
| 1941年5月24日 | 2.105m | レスター・スティアーズ                          | アメリカ合衆国 | ベリーロール               |
| 1941年6月17日 | 2.11m  | レスター・スティアーズ                          | アメリカ合衆国 | ベリーロール               |
| 1953年6月27日 | 2.12m  | ウォルト・デイビス                              | アメリカ合衆国 | ウエスタン・ロール         |
| 1956年6月29日 | 2.15m  | チャールズ・デュマ                              | アメリカ合衆国 | ベリーロール               |
| 1957年7月13日 | 2.16m  | ユーリー・ステパノフ                            | ソビエト連邦   | ベリーロール               |
| 1960年4月30日 | 2.17m  | ジョン・トーマス                                | アメリカ合衆国 | ベリーロール               |
| 1960年6月24日 | 2.18m  | ジョン・トーマス                                | アメリカ合衆国 | ベリーロール               |
| 1960年7月1日  | 2.22m  | ジョン・トーマス                                | アメリカ合衆国 | ベリーロール               |
| 1961年6月18日 | 2.23m  | ワレリー・ブルメル                              | ソビエト連邦   | ベリーロール               |
| 1961年7月16日 | 2.24m  | ワレリー・ブルメル                              | ソビエト連邦   | ベリーロール               |
| 1961年8月31日 | 2.25m  | ワレリー・ブルメル                              | ソビエト連邦   | ベリーロール               |
| 1962年7月22日 | 2.26m  | ワレリー・ブルメル                              | ソビエト連邦   | ベリーロール               |
| 1962年9月29日 | 2.27m  | ワレリー・ブルメル                              | ソビエト連邦   | ベリーロール               |
| 1963年7月21日 | 2.28m  | ワレリー・ブルメル                              | ソビエト連邦   | ベリーロール               |
| 1970年11月8日 | 2.29m  | 倪志欽                                          | 中国           | ベリーロール               |
| 1973年7月11日 | 2.30m  | ドワイト・ストーンズ                            | アメリカ合衆国 | 背面跳び                   |
| 1976年6月5日  | 2.31m  | ドワイト・ストーンズ                            | アメリカ合衆国 | 背面跳び                   |
| 1976年8月4日  | 2.32m  | ドワイト・ストーンズ                            | アメリカ合衆国 | 背面跳び                   |
| 1977年7月3日  | 2.33m  | ウラジミール・ヤシチェンコ                      | ソビエト連邦   | ベリーロール               |
| 1978年6月16日 | 2.34m  | ウラジミール・ヤシチェンコ                      | ソビエト連邦   | ベリーロール               |
| 1980年5月25日 | 2.35m  | ヤチェク・ウショラ                              | ポーランド     | 背面跳び                   |
| 1980年8月1日  | 2.36m  | ゲルト・ベッシク                                | 東ドイツ       | 背面跳び                   |
| 1983年6月11日 | 2.37m  | 朱建華                                          | 中国           | 背面跳び                   |
| 1983年9月22日 | 2.38m  | 朱建華                                          | 中国           | 背面跳び                   |
| 1984年6月10日 | 2.39m  | 朱建華                                          | 中国           | 背面跳び                   |
| 1985年8月11日 | 2.40m  | ルドルフ・ポバルニツィン                        | ソビエト連邦   | 背面跳び                   |
| 1985年9月4日  | 2.41m  | イゴール・パクリン                              | ソビエト連邦   | 背面跳び                   |
| 1987年6月30日 | 2.42m  | パトリック・ショーベリ                          | スウェーデン   | 背面跳び                   |
| 1988年9月8日  | 2.43m  | ハビエル・ソトマヨル                            | キューバ       | 背面跳び                   |
| 1989年7月29日 | 2.44m  | ハビエル・ソトマヨル                            | キューバ       | 背面跳び                   |
| 1993年7月27日 | 2.45m  | ハビエル・ソトマヨル                            | キューバ       | 背面跳び                   |

| 日付           | 記録   | 名前                                            | 国籍           | 跳躍方法など           |
| -------------- | ------ | ----------------------------------------------- | -------------- | ---------------------- |
| 1911年7月12日  | 1.27m  | エミリー・コンスタブル（Emily Constable）       | イギリス       | はさみ跳び             |
| 1918年6月16日  | 1.32m  | ヘレーネ・リッテナウアー                        | オーストリア   | はさみ跳び             |
| 1918年6月29日  | 1.335m | マリア・ケラー                                  | オーストリア   | はさみ跳び             |
| 1918年6月29日  | 1.335m | ヒルデ・ラー                                    | オーストリア   | はさみ跳び             |
| 1919年4月27日  | 1.40m  | テア・バーショウ（Thea Barschow）               | ドイツ         | はさみ跳び             |
| 1920年11月13日 | 1.42m  | エリーゼ・コンスタン（Elise Constant）          | フランス       | はさみ跳び             |
| 1921年3月26日  | 1.472m | エリーゼ・コンスタン（Elise Constant）          | フランス       | はさみ跳び             |
| 1921年7月17日  | 1.50m  | ヴァルトラウデ・シュミット（Waltraude Schmidt） | ドイツ         | はさみ跳び             |
| 1923年6月10日  | 1.51m  | ゲルトルード・デューリンク（Gertrude Döring）   | ドイツ         | はさみ跳び             |
| 1925年7月11日  | 1.524m | フィリス・グリーン（Phyllis Green）             | イギリス       | はさみ跳び             |
| 1926年7月21日  | 1.536m | ヴィオラ・エドワーズ（Viola Edwards）           | アメリカ合衆国 | はさみ跳び             |
| 1926年8月2日   | 1.552m | フィリス・グリーン                              | イギリス       | はさみ跳び             |
| 1926年9月6日   | 1.58m  | エセル・キャサーウッド                          | カナダ         | はさみ跳び             |
| 1927年3月10日  | 1.585m | マージョリー・クラーク                          | 南アフリカ連邦 | はさみ跳び             |
| 1928年6月23日  | 1.60m  | マージョリー・クラーク                          | 南アフリカ連邦 | はさみ跳び             |
| 1929年3月30日  | 1.603m | ジーン・シャーリー                              | アメリカ合衆国 | はさみ跳び             |
| 1929年8月18日  | 1.605m | リエン・ヒソルフ                                | オランダ       | はさみ跳び             |
| 1930年4月19日  | 1.612m | ジーン・シャーリー                              | アメリカ合衆国 | はさみ跳び             |
| 1932年6月12日  | 1.62m  | リエン・ヒソルフ                                | オランダ       | はさみ跳び             |
| 1932年8月7日   | 1.65m  | ジーン・シャーリー                              | アメリカ合衆国 | はさみ跳び             |
| 1932年8月7日   | 1.65m  | ベーブ・ディドリクソン＝ザハリアス              | アメリカ合衆国 | 「ダイビング・ロール」 |
| 1939年5月29日  | 1.66m  | ドロシー・オーダム                              | イギリス       |                        |
| 1943年5月30日  | 1.71m  | フランシナ・ブランカース＝クン                  | オランダ       | はさみ跳び             |
| 1951年7月7日   | 1.72m  | シーラ・レーウィル                              | イギリス       | ベリーロール           |
| 1954年5月22日  | 1.73m  | アレクサンドラ・チュジナ                        | ソビエト連邦   | はさみ跳び             |
| 1956年5月5日   | 1.74m  | セルマ・ホプキンス                              | イギリス       | ベリーロール           |
| 1956年7月14日  | 1.75m  | ヨランダ・バラシュ                              | ルーマニア     | はさみ跳び             |
| 1956年12月1日  | 1.76m  | ミルドレッド・マクダニエル                      | アメリカ合衆国 | ベリーロール           |
| 1957年11月17日 | 1.77m  | 鄭鳳栄                                          | 中国           | イースタンカットオフ   |
| 1958年6月7日   | 1.78m  | ヨランダ・バラシュ                              | ルーマニア     | はさみ跳び             |
| 1958年6月22日  | 1.80m  | ヨランダ・バラシュ                              | ルーマニア     | はさみ跳び             |
| 1958年7月31日  | 1.81m  | ヨランダ・バラシュ                              | ルーマニア     | はさみ跳び             |
| 1958年10月4日  | 1.82m  | ヨランダ・バラシュ                              | ルーマニア     | はさみ跳び             |
| 1958年10月18日 | 1.83m  | ヨランダ・バラシュ                              | ルーマニア     | はさみ跳び             |
| 1959年9月21日  | 1.84m  | ヨランダ・バラシュ                              | ルーマニア     | はさみ跳び             |
| 1960年6月6日   | 1.85m  | ヨランダ・バラシュ                              | ルーマニア     | はさみ跳び             |
| 1960年7月10日  | 1.86m  | ヨランダ・バラシュ                              | ルーマニア     | はさみ跳び             |
| 1961年4月15日  | 1.87m  | ヨランダ・バラシュ                              | ルーマニア     | はさみ跳び             |
| 1961年6月18日  | 1.88m  | ヨランダ・バラシュ                              | ルーマニア     | はさみ跳び             |
| 1961年7月8日   | 1.90m  | ヨランダ・バラシュ                              | ルーマニア     | はさみ跳び             |
| 1961年7月16日  | 1.91m  | ヨランダ・バラシュ                              | ルーマニア     | はさみ跳び             |
| 1971年9月4日   | 1.92m  | イローナ・グーゼンバウアー                      | オーストリア   | ベリーロール           |
| 1972年9月24日  | 1.94m  | ヨルダンカ・ブラゴエワ                          | ブルガリア     | ベリーロール           |
| 1974年9月8日   | 1.95m  | ローズマリー・ヴィチャス                        | 東ドイツ       | ベリーロール           |
| 1976年5月8日   | 1.96m  | ローズマリー・アッカーマン（旧姓：ヴィチャス）  | 東ドイツ       | ベリーロール           |
| 1977年8月14日  | 1.97m  | ローズマリー・アッカーマン（旧姓：ヴィチャス）  | 東ドイツ       | ベリーロール           |
| 1977年8月26日  | 2.00m  | ローズマリー・アッカーマン（旧姓：ヴィチャス）  | 東ドイツ       | ベリーロール           |
| 1978年8月4日   | 2.01m  | サラ・シメオニ                                  | イタリア       | 背面跳び               |
| 1982年9月8日   | 2.02m  | ウルリケ・マイフェルト                          | 西ドイツ       | 背面跳び               |
| 1983年8月21日  | 2.03m  | ウルリケ・マイフェルト                          | 西ドイツ       | 背面跳び               |
| 1983年8月21日  | 2.03m  | タマラ・ブイコワ                                | ソビエト連邦   | 背面跳び               |
| 1983年8月25日  | 2.04m  | タマラ・ブイコワ                                | ソビエト連邦   |                        |
| 1984年6月22日  | 2.05m  | タマラ・ブイコワ                                | ソビエト連邦   | 背面跳び               |
| 1984年7月20日  | 2.07m  | リュドミラ・アンドノワ                          | ブルガリア     | 背面跳び               |
| 1986年5月31日  | 2.08m  | ステフカ・コスタディノヴァ                      | ブルガリア     |                        |
| 1987年8月30日  | 2.09m  | ステフカ・コスタディノヴァ                      | ブルガリア     | 背面跳び               |
| 2024年7月7日   | 2.10m  | ヤロスラワ・マフチフ                            | ウクライナ     |                        |

### 世界歴代10傑
|   | 記録  | 名前                       | 国籍           | 日付          |
| - | ----- | -------------------------- | -------------- | ------------- |
| 1 | 2.45m | ハビエル・ソトマヨル       | キューバ       | 1993年7月27日 |
| 2 | 2.43m | ムタズ・エサ・バルシム     | カタール       | 2014年9月5日  |
| 3 | 2.42m | パトリック・ショーベリ     | スウェーデン   | 1987年6月30日 |
| 3 | 2.42m | ボーダン・ボンダレンコ     | ウクライナ     | 2014年6月14日 |
| 3 | 2.42m | イワン・ウーホフ           | ロシア         | 2014年2月15日 |
| 6 | 2.41m | イゴール・パクリン         | ソビエト連邦   | 1985年9月4日  |
| 7 | 2.40m | ルドルフ・ポバルニツィン   | ソビエト連邦   | 1985年8月11日 |
| 7 | 2.40m | ソリン・マテイ             | ルーマニア     | 1990年6月20日 |
| 7 | 2.40m | チャールズ・オースチン     | アメリカ合衆国 | 1991年8月7日  |
| 7 | 2.40m | ビャチェスラフ・ヴォロニン | ロシア         | 2000年8月5日  |
| 7 | 2.40m | デレク・ドルーアン         | カナダ         | 2014年4月25日 |
| 7 | 2.40m | アンドリー・プロツェンコ   | ウクライナ     | 2014年7月3日  |
| 7 | 2.40m | ダニール・リセンコ         | ロシア         | 2018年7月21日 |

|   | 記録  | 名前                       | 国籍             | 日付          |
| - | ----- | -------------------------- | ---------------- | ------------- |
| 1 | 2.10m | ヤロスラワ・マフチフ       | ウクライナ       | 2024年7月7日  |
| 2 | 2.09m | ステフカ・コスタディノヴァ | ブルガリア       | 1987年8月30日 |
| 3 | 2.08m | カイサ・ベリークヴィスト   | スウェーデン     | 2006年2月6日  |
| 3 | 2.08m | ブランカ・ブラシッチ       | クロアチア       | 2009年8月31日 |
| 5 | 2.07m | リュドミラ・アンドノワ     | ブルガリア       | 1984年7月20日 |
| 5 | 2.07m | アンナ・チチェロワ         | ロシア           | 2011年7月22日 |
| 7 | 2.06m | ヘストリー・クルーテ       | 南アフリカ共和国 | 2003年8月31日 |
| 7 | 2.06m | エレーナ・スレサレンコ     | ロシア           | 2004年8月28日 |
| 7 | 2.06m | アリアネ・フリードリヒ     | ドイツ           | 2009年6月14日 |
| 7 | 2.06m | マリア・ラシツケネ         | ロシア           | 2017年7月6日  |

### 世界各エリア記録
| エリア         | 記録  | 名前                   | 国籍             | 日付           |
| -------------- | ----- | ---------------------- | ---------------- | -------------- |
| アフリカ       | 2.38m | ジャック・フライターク | 南アフリカ共和国 | 2005年3月5日   |
| アジア         | 2.43m | ムタズ・エサ・バルシム | カタール         | 2014年9月5日   |
| ヨーロッパ     | 2.42m | パトリック・ショーベリ | スウェーデン     | 1987年6月30日  |
| 北中米カリブ海 | 2.45m | ハビエル・ソトマヨル   | キューバ         | 1993年7月27日  |
| 南アメリカ     | 2.33m | ジルマール・マヨ       | コロンビア       | 1994年10月17日 |
| オセアニア     | 2.36m | ティム・フォーサイス   | オーストラリア   | 1997年3月2日   |
| オセアニア     | 2.36m | ブランドン・スターク   | オーストラリア   | 2018年8月26日  |

| エリア         | 記録  | 名前                         | 国籍             | 日付          |
| -------------- | ----- | ---------------------------- | ---------------- | ------------- |
| アフリカ       | 2.06m | ヘストリー・クルーテ         | 南アフリカ共和国 | 2003年8月31日 |
| アジア         | 2.00m | ナデジダ・ドゥボヴィツカヤ   | カザフスタン     | 2021年6月8日  |
| ヨーロッパ     | 2.10m | ヤロスラワ・マフチフ         | ウクライナ       | 2024年7月7日  |
| 北中米カリブ海 | 2.05m | チャウント・ロー             | アメリカ合衆国   | 2010年6月26日 |
| 南アメリカ     | 1.96m | ソランジュ・ウィッテフェーン | アルゼンチン     | 1997年9月8日  |
| オセアニア     | 2.03m | ニコラ・マクダーモット       | オーストラリア   | 2024年1月27日 |

### U20世界記録
|    | 記録  | 名前                         | 国籍           | 日付          |
| -- | ----- | ---------------------------- | -------------- | ------------- |
| 1  | 2.37m | ドラグティン・トピッチ       | ユーゴスラビア | 1990年8月12日 |
| 1  | 2.37m | スティーブ・スミス           | イギリス       | 1992年9月20日 |
| 3  | 2.36m | ハビエル・ソトマヨル         | キューバ       | 1986年2月23日 |
| 4  | 2.35m | ディートマー・メーゲンブルク | 西ドイツ       | 1980年5月26日 |
| 5  | 2.34m | ウラジミール・ヤシチェンコ   | ソビエト連邦   | 1978年6月16日 |
| 5  | 2.34m | ティム・フォーサイス         | オーストラリア | 1992年7月4日  |
| 7  | 2.33m | 朱建華                       | 中国           | 1982年12月1日 |
| 7  | 2.33m | パトリック・ショーベリ       | スウェーデン   | 1983年7月9日  |
| 7  | 2.33m | マクシム・ネダセカウ         | ベラルーシ     | 2017年7月22日 |
| 10 | 2.32m | 黄海強                       | 中国           | 2006年8月17日 |

|    | 記録  | 名前                       | 国籍             | 日付           |
| -- | ----- | -------------------------- | ---------------- | -------------- |
| 1  | 2.05m | ヤロスラヴァ・マフチフ     | ウクライナ       | 2018年10月15日 |
| 2  | 2.01m | オルガ・トゥルチャク       | ソビエト連邦     | 1986年7月7日   |
| 2  | 2.01m | ハイケ・バルック           | 東ドイツ         | 1989年6月18日  |
| 4  | 2.00m | ステフカ・コスタディノヴァ | ブルガリア       | 1984年8月25日  |
| 4  | 2.00m | アリーナ・アスタフェイ     | ルーマニア       | 1988年7月29日  |
| 6  | 1.99m | ヴァシュティ・カニンガム   | アメリカ合衆国   | 2017年6月23日  |
| 7  | 1.98m | シルビア・コスタ           | キューバ         | 1983年7月11日  |
| 7  | 1.98m | エレーナ・エレシナ         | ソビエト連邦     | 1988年8月13日  |
| 7  | 1.98m | アンジェリーナ・トピッチ   | セルビア         | 2024年5月19日  |
| 10 | 1.96m | シャーメイン・ウィーバーズ | 南アフリカ共和国 | 1981年4月4日   |
| 10 | 1.96m | スヴェトラーナ・レセヴァ   | ブルガリア       | 1986年8月11日  |
| 10 | 1.96m | マリーナ・カプツォーワ     | ロシア           | 2000年7月26日  |
| 10 | 1.96m | ブランカ・ブラシッチ       | クロアチア       | 2002年7月20日  |
| 10 | 1.96m | アイリーン・パルシテ       | リトアニア       | 2011年8月21日  |
| 10 | 1.96m | エレノア・パターソン       | オーストラリア   | 2013年12月7日  |

|      | 記録  | 名前                       | 国籍             | 日付          |
| ---- | ----- | -------------------------- | ---------------- | ------------- |
| 男子 | 2.33m | ハビエル・ソトマヨル       | キューバ         | 1984年5月19日 |
|      | 記録  | 名前                       | 国籍             | 日付          |
| 女子 | 1.96m | シャーメイン・ウィーバーズ | 南アフリカ共和国 | 1981年4月4日  |
| 女子 | 1.96m | オルガ・トゥルチャク       | ソビエト連邦     | 1984年9月7日  |
| 女子 | 1.96m | エレノア・パターソン       | オーストラリア   | 2013年12月7日 |
| 女子 | 1.96m | ヴァシュティ・カニンガム   | アメリカ合衆国   | 2015年8月1日  |
| 女子 | 1.96m | アンジェリーナ・トピッチ   | セルビア         | 2022年6月26日 |

### 日本歴代10傑
| 順 | 記録  | 名前       | 所属                 | 日付           |
| -- | ----- | ---------- | -------------------- | -------------- |
| 1  | 2.35m | 戸邉直人   | つくばツインピークス | 2019年2月2日   |
| 2  | 2.33m | 醍醐直幸   | 富士通               | 2006年7月2日   |
| 2  | 2.33m | 瀬古優斗   | FAAS                 | 2025年8月15日  |
| 4  | 2.32m | 君野貴弘   | 順天堂大学           | 1993年9月18日  |
| 5  | 2.31m | 吉田孝久   | ミズノ               | 1993年5月9日   |
| 5  | 2.31m | 真野友博   | 九電工               | 2020年9月20日  |
| 5  | 2.31m | 赤松諒一   | SEIBU PRINCE         | 2024年8月10日  |
| 8  | 2.30m | 阪本孝男   | 東海スポーツ         | 1984年5月6日   |
| 8  | 2.30m | 衛藤昂     | AGF                  | 2017年4月16日  |
| 10 | 2.28m | 氏野修次   | 近大和歌山高校教員   | 1984年7月21日  |
| 10 | 2.28m | 井上基史   | 筑波大学             | 1987年6月7日   |
| 10 | 2.28m | 野中悟     | 洛北高校教員         | 1993年6月13日  |
| 10 | 2.28m | 宇野雅昭   | 福岡大学             | 1993年8月8日   |
| 10 | 2.28m | 尾上三知也 | スズキ               | 1997年5月5日   |
| 10 | 2.28m | 高張広海   | 日立ICT              | 2015年5月10日  |
| 10 | 2.28m | 平松祐司   | 筑波大学             | 2015年5月16日  |
| 10 | 2.28m | 藤田渓太郎 | 佐竹食品AC           | 2020年10月24日 |

|   | 記録  | 名前       | 所属                     | 日付           |
| - | ----- | ---------- | ------------------------ | -------------- |
| 1 | 1.96m | 今井美希   | ミズノ                   | 2001年9月15日  |
| 2 | 1.95m | 佐藤恵     | 福岡大学                 | 1987年5月17日  |
| 2 | 1.95m | 太田陽子   | ミキハウス               | 2002年7月21日  |
| 4 | 1.93m | 福光久代   | 大昭和製紙               | 1981年6月7日   |
| 5 | 1.92m | 青山幸     | 吹田市立第一中学校教員   | 2004年7月3日   |
| 5 | 1.92m | 髙橋渚     | センコー                 | 2025年2月8日   |
| 7 | 1.90m | 八木たまみ | 関東学園大学             | 1978年10月19日 |
| 7 | 1.90m | 貞廣千波   | 中京女子大学             | 1994年11月2日  |
| 9 | 1.86m | 松井昌美   | 京都府立桃山高等学校教員 | 1988年7月9日   |
| 9 | 1.86m | 岩切麻衣湖 | プレジャー企画           | 2001年5月26日  |

### 日本ジュニア記録
|      | 記録  | 名前     | 所属         | 日付          |
| ---- | ----- | -------- | ------------ | ------------- |
| 男子 | 2.29m | 君野貴弘 | 順天堂大学   | 1992年9月20日 |
|      | 記録  | 名前     | 所属         | 日付          |
| 女子 | 1.93m | 太田陽子 | 日本体育大学 | 1993年9月18日 |

| 順 | 記録   | 名前     | 所属                       | 日付           |
| -- | ------ | -------- | -------------------------- | -------------- |
| 1  | 2.25m  | 中谷魁聖 | 福岡第一高等学校           | 2024年10月13日 |
| 2  | 2.23m  | 戸邉直人 | 専修大学松戸高等学校       | 2009年10月5日  |
| 3  | 2.22m  | 境田裕之 | 北海道旭川北都商業高等学校 | 1989年7月16日  |
| 3  | 2.22mi | 中澤優   | 富山県立富山商業高等学校   | 2015年2月8日   |
| 5  | 2.21m  | 山本寿徳 | 岡山県美作高等学校         | 1979年10月28日 |
| 5  | 2.21m  | 小林俊一 | 八千代松陰高等学校         | 1994年10月31日 |
| 5  | 2.21m  | 平松祐司 | 京都府立西城陽高等学校     | 2015年3月22日  |
| 8  | 2.20m  | 小野晃司 | 静岡県立浜松北高等学校     | 1984年11月3日  |
| 8  | 2.20m  | 吉田孝久 | 神奈川県立上郷高等学校     | 1987年8月4日   |
| 8  | 2.20m  | 葛西広一 | 東海大学第四高等学校       | 1989年6月23日  |
| 8  | 2.20m  | 海鋒佳輝 | 八千代松陰高等学校         | 1989年8月4日   |
| 8  | 2.20m  | 君野貴弘 | 堀越高等学校               | 1990年6月23日  |
| 8  | 2.20m  | 野村智宏 | 堀越高等学校               | 1993年5月1日   |
| 8  | 2.20m  | 眞鍋周平 | 香川県立高松高等学校       | 2000年6月4日   |

| 順 | 記録  | 名前       | 所属                     | 日付           |
| -- | ----- | ---------- | ------------------------ | -------------- |
| 1  | 1.90m | 佐藤恵     | 新潟市立沼垂高等学校     | 1983年7月10日  |
| 2  | 1.87m | 太田陽子   | 湘南工科大学附属高等学校 | 1992年10月25日 |
| 3  | 1.85m | 八木たまみ | 太田市立商業高等学校     | 1976年10月25日 |
| 4  | 1.82m | 平沢美樹   | 富山県立富山商業高等学校 | 1981年6月8日   |
| 4  | 1.82m | 宗包麻里菜 | 京都市立西京高等学校     | 2013年7月31日  |
| 6  | 1.81m | 池部真奈美 | 木更津中央高等学校       | 1985年9月22日  |
| 6  | 1.81m | 松永知子   | 鹿児島女子高等学校       | 1988年9月15日  |
| 6  | 1.81m | 貞廣千波   | 香川県明善高等学校       | 1990年11月12日 |
| 6  | 1.81m | 今井美希   | 愛知県立瑞陵高等学校     | 1993年10月25日 |
| 6  | 1.81m | 青山幸     | 夙川学院高等学校         | 1994年6月3日   |
| 6  | 1.81m | 上島みどり | 花園高等学校             | 2011年10月10日 |
| 6  | 1.81m | 浅井さくら | 岡崎城西高等学校         | 2016年7月30日  |

|      | 記録  | 名前     | 所属                 | 日付           |
| ---- | ----- | -------- | -------------------- | -------------- |
| 男子 | 2.10m | 境田裕之 | 旭川市立春光台中学校 | 1986年11月2日  |
|      | 記録  | 名前     | 所属                 | 日付           |
| 女子 | 1.87m | 佐藤恵   | 新潟市立木戸中学校   | 1981年10月25日 |

### オリンピック・世界選手権における日本人入賞者
|      | 開催年 | 大会                                  | 開催国         | 選手名     | 成績 | 記録  |
| ---- | ------ | ------------------------------------- | -------------- | ---------- | ---- | ----- |
| 男子 | 1928年 | 第9回オリンピック・アムステルダム大会 | オランダ       | 木村一夫   | 6位  | 1.88m |
| 男子 | 1932年 | 第10回オリンピック・ロサンゼルス大会  | アメリカ合衆国 | 木村一夫   | 6位  | 1.94m |
| 男子 | 1936年 | 第11回オリンピック・ベルリン大会      | ドイツ国       | 矢田喜美雄 | 5位  | 1.97m |
| 男子 | 1936年 | 第11回オリンピック・ベルリン大会      | ドイツ国       | 朝隈善郎   | 6位  | 1.94m |
| 男子 | 1936年 | 第11回オリンピック・ベルリン大会      | ドイツ国       | 田中弘     | 6位  | 1.94m |
| 男子 | 2022年 | 第18回世界陸上・オレゴン大会          | アメリカ合衆国 | 真野友博   | 8位  | 2.27m |
| 男子 | 2023年 | 第19回世界陸上・ブダペスト大会        | ハンガリー     | 赤松諒一   | 8位  | 2.25m |
| 男子 | 2024年 | 第33回オリンピック・パリ大会          | フランス       | 赤松諒一   | 5位  | 2.31m |
| 女子 | 1992年 | 第25回オリンピック・バルセロナ大会    | スペイン       | 佐藤恵     | 7位  | 1.91m |